# Morella Petrozzi
Morella Paola Petrozzi Woll (Lima, 8 de agosto de 1964) es una performer, bailarina y coreógrafa profesional peruana. Su trayectoria artística en la danza y las artes escénicas en el Perú se ha desarrollado en torno a sus estudios del movimiento corporal y los temas de género. En 2016, en el marco del Día Internacional de la Danza, fue distinguida por el Gobierno del Perú como Personalidad meritoria de la Cultura.

## Formación
Si bien en los ochenta no existía la danza contemporánea en el Perú, Morella Petrozzi siempre tuvo claro que quería conocer y formarse en esta disciplina, aun cuando toda la formación que recibió desde la niñez fue de estilo clásico.De esta manera, inicia su formación a inicios de la década de los noventa en la Escuela Danza Viva Perú, siendo su madre, Ducelia Woll, su primera maestra, además de Martha Herencia y Lucy Telge. Más adelante, viaja a los Estados Unidos para continuar estudios en danza, en instituciones como la Western Michigan University y en técnicas de danza moderna con los pioneros de la danza moderna norteamericana Martha Graham y José Limón. De manera complementaria, obtuvo un diplomado en Estudios de la Mujer.  Posteriormente, siguió una maestría en danza contemporánea en el Sarah Lawrence College, de Nueva York.

## Trayectoria
Después de concluir sus estudios, Morella Petrozzi regresa de los Estados Unidos profundamente influenciada por su formación académica, la cual le brindó una perspectiva feminista e irreverente en su vida personal, así como al momento de abordar su práctica artística y teórica. Esto se manifestó en la manera en la que se presentaba en sociedad, con una apariencia marcadamente andrógina, como una manera de desafiar los estereotipos de género. Este desafío hacia lo normado, se acentuó al momento de exponer libremente su orientación sexual no binaria. En cuanto a su práctica profesional, la perspectiva feminista se manifestó en la necesidad de hablar del rol de las mujeres en la sociedad, en tener una mirada crítica sobre el binarismo y la hegemonía masculina, y en presentar en sus producciones de manera habitual, personajes que si bien no son necesariamente andróginos, tampoco reafirman las características hegemónicas de lo que define lo masculino o lo femenino.
Petrozzi es considerada como una coreógrafa que teoriza su trabajo en la danza. Su influencia profesional, proveniente de la danza contemporánea norteamericana, la condujo a considerar a los elencos de baile a la manera de compañías que comparten una misma "información intelectual, filosófica y técnica". El proceso creativo que implementa con sus bailarinas y bailarines, inicia con una investigación teórica en base a lecturas que ella comparte, las cuales, más adelante, serán "traducidas" desde el lenguaje escrito y teorizado, al lenguaje del movimiento.Así, el lenguaje escrito se convierte en la génesis del movimiento, y la danza en un medio para expresar un interés en particular.
Morella Petrozzi considera que la práctica de la danza debe estar en permanente transformación, de acuerdo a las condiciones variables de las problemáticas sociales contemporáneas. Asimismo, considera que su danza es una forma de "antidanza", ya que por medio de movimientos caóticos, psicóticos o disonantes, rechaza la formación clásica en la que se desarrolló durante sus primeros años. 
A partir de 2010, apareció de manera regular como jurado de baile en El gran show, un programa de telerrealidad de la cadena América Televisión que se emite hasta el día de hoy.
En la actualidad, es codirectora de Danza Viva Perú, entidad que, desde hace 45 años, viene difundiendo los fundamentos de la danza contemporánea en el país.

## Obra

### Publicaciones
Morella Petrozzi ha logrado publicar dos novelas de su autoría y un ensayo. La novela 56 días en la vida de un frik, es considerada parte de un boom surgido en la década de los noventa que abordaban temas de homosexualidad y lesbianismo o, de manera total o tangencial, el deseo entre mujeres. El ensayo fue premiado con el primer puesto por el Departamento de Ciencias Sociales de la Pontificia Universidad Católica del Perú.

#### Novela
- 56 días en la vida de un frik, 1996
- Tres historias, 2002

#### Ensayo
- La danza moderna más allá de los géneros masculino y femenino: hacia la búsqueda de la danza moderna netamente femenina, 1996

### Danza
A lo largo de su trayectoria, Morella Petrozzi ha transitado entre la interpretación o la dirección de diversas obras:
- A través del rojo, 1996
- Narciso y Eco, 1998
- Cuerpos volátiles, 1998
- Fresh 100% Danza, 2000
- Colapso gótico, 2001
- ¡POTLATCH!, 2004 (Dirección)
- Tortas, 2005
- La cansada herida, 2005
- Género femenino: teatro de movimiento, 2006 (Dirección)
- Tierra baldía, 2007 (Dirección e interpretación)
- Vacío, 2023 (Dirección)

## Condecoraciones
En 2016, en el marco del Día Internacional de la Danza, fue distinguida como Personalidad meritoria de la Cultura por el Ministerio de Cultura en el Perú, en mérito a aquellas personas que han dedicado su vida al desarrollo y la difusión de la danza a nivel nacional e internacional.  